# Selsey

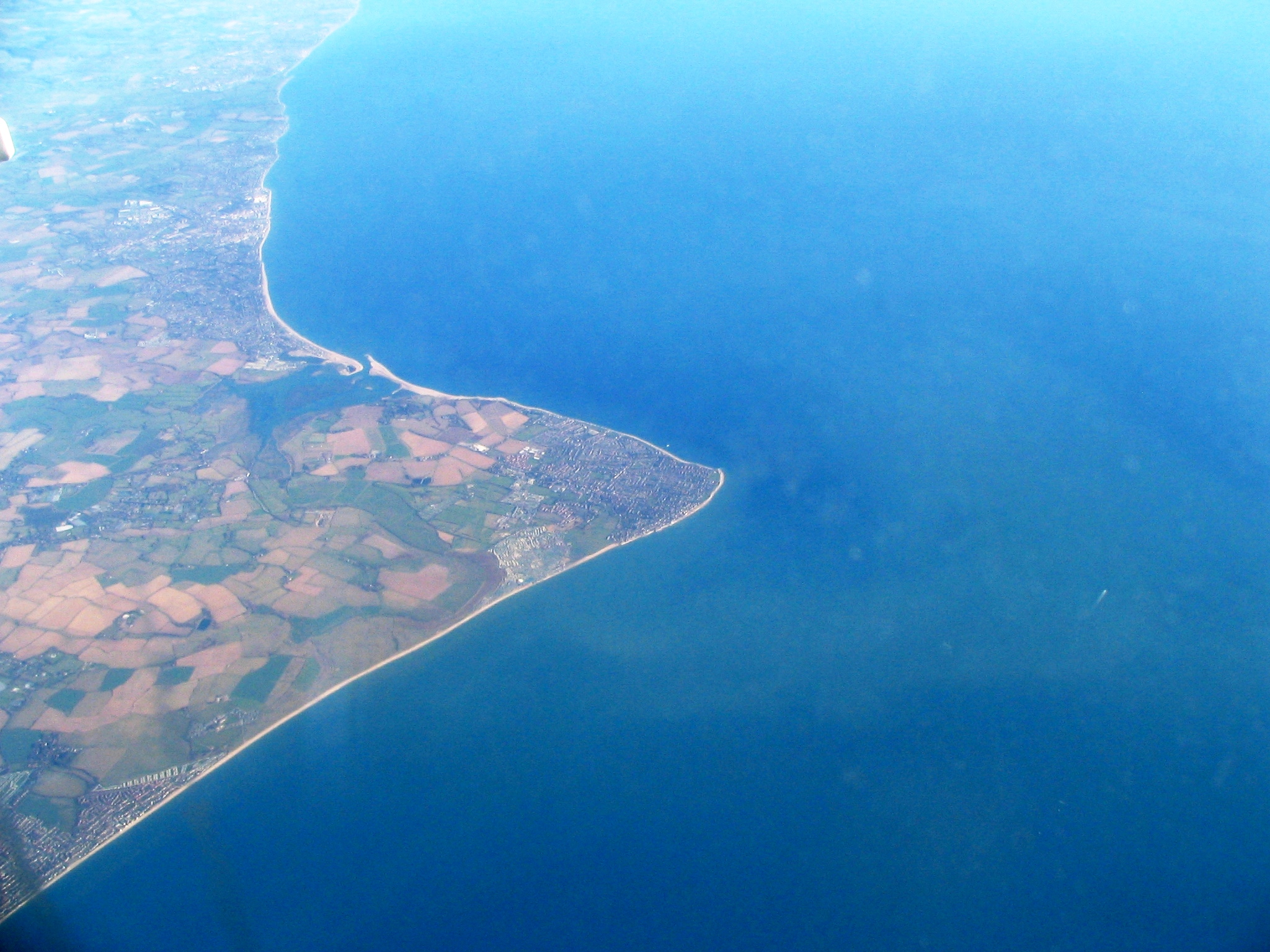
Flygbild över Selsey.

Selsey (engelskt uttal: [ˈsɛlsi]) är en stad och civil parish i grevskapet West Sussex i sydöstra England. Staden ligger i distriktet Chichester på halvön Manhood Peninsula, cirka 12 kilometer söder om Chichester. Tätorten (built-up area) hade 10 738 invånare vid folkräkningen år 2021. Selsey nämndes i Domedagsboken (Domesday Book) år 1086, och kallades då Seleisie.